# 가이요정
가이요정(일본어: 海陽町)은 일본 도쿠시마현 남부에 있는 정이며, 가이후군에 속한다.

## 인접한 자치체
- 도쿠시마현
  - 가이후군 무기정, 미나미정
  - 나카군 나카정

- 고치현
  - 아키군 도요정, 기타가와촌, 우마지촌

## 역사
옛 시대에는 해운이 번성한 지역으로 풍부한 삼림 자원과 강력한 해운력이 이 지역의 번영을 가져왔다.
- 2006년 3월 31일 - 가이난정, 가이후정, 시시쿠이정이 합병해 가이요정이 성립하였다.

## 교통

### 철도
- 시코쿠 여객철도 무기선
- 아사 해안 철도 아사토선

### 도로
- 국도 55호선
- 국도 193호선